# Nelken
Nelken (en français : les Œillets) est un ballet de danse contemporaine de la chorégraphe allemande Pina Bausch écrit en 1982 et créé le 30 décembre 1982 à Wuppertal. Il marque le début de sa collaboration avec le scénographe Peter Pabst qui conçut le décor et les costumes.

## Historique
Écrite en 1982, cette pièce fut l'un des grands succès internationaux du Tanztheater Wuppertal,. Son importance réside en partie sur son impact visuel sur le public (avec le mémorable champ d'œillet), grâce à une scénographie originale de Peter Pabst, qui dès lors marquera l'univers de Pina Bausch avec ses créations particulièrement ambitieuses et novatrice pour la danse-théâtre.